# Hoplojana rhodoptera
Hoplojana rhodoptera är en fjärilsart som beskrevs av Gerstaecker 1871. Hoplojana rhodoptera ingår i släktet Hoplojana och familjen Eupterotidae. Inga underarter finns listade i Catalogue of Life.